# Сорњано (Маса-Карара)
Сорњано је насеље у Италији у округу Маса-Карара, региону Тоскана.
Према процени из 2011. у насељу је живело 387 становника. Насеље се налази на надморској висини од 266 м.